# Gotia

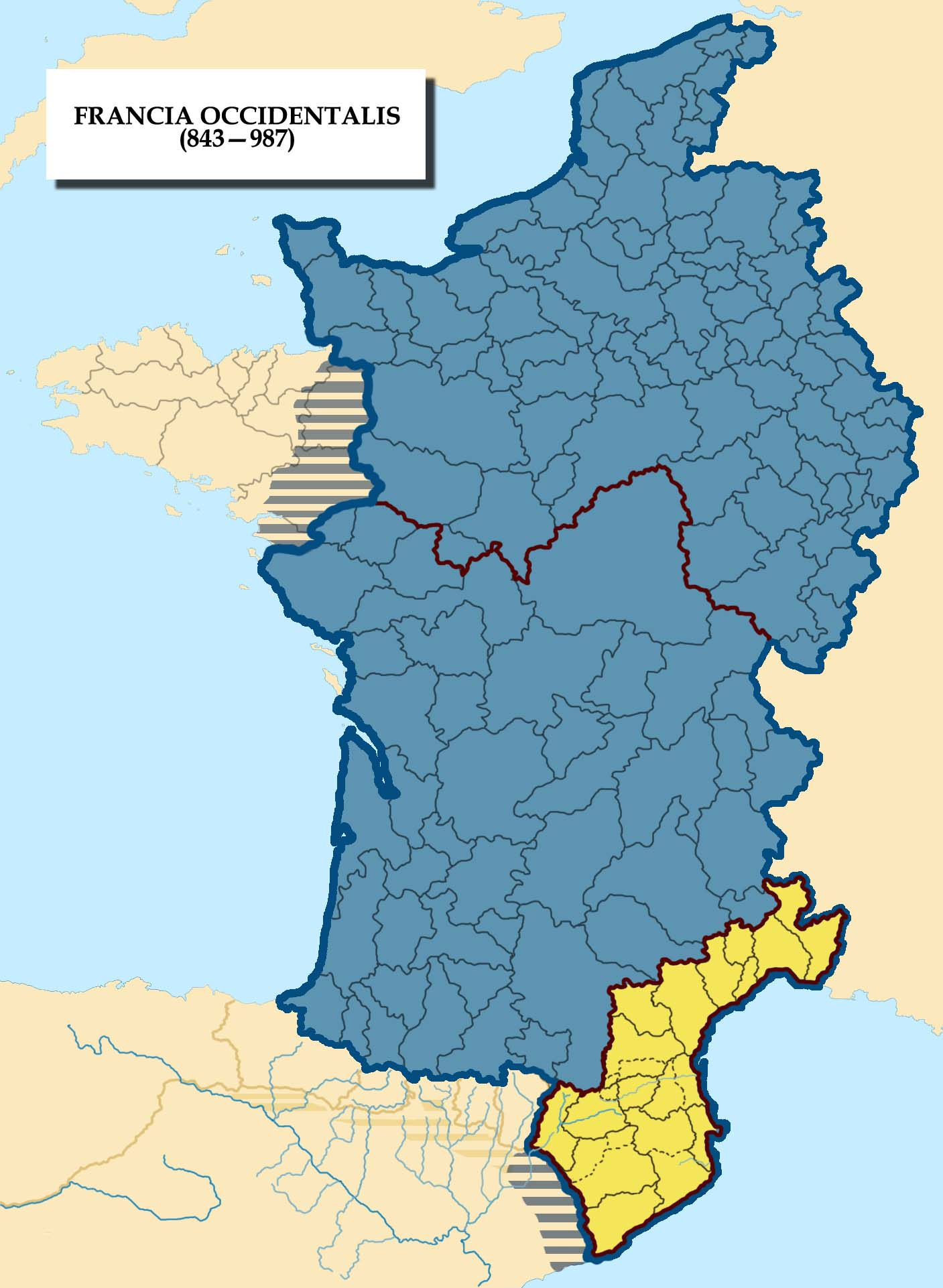
Nella cartina sono indicati il Regno dei Franchi Occidentali, in blu, e la Gotia, in giallo.

Gòtia (in latino Gothia) è il nome che il popolo germanico dei Franchi diede alla regione (corrispondente alla Settimania, fascia costiera tra la foce del Rodano ed i Pirenei, e l'attuale Catalogna settentrionale) abitata da un'altra popolazione di origine germanica, i Goti (Visigoti), tra il V e l'VIII secolo, che costituì l'ultimo lembo del regno dei Visigoti di fronte alla conquista araba. La regione resse alla pressione araba per una decina d'anni e poi fu assoggettata (nel 717 l'ultimo re dei visigoti, Ardo dovette abbandonare Barcellona e ritirarsi in Settimania. Nel 721, dopo la morte di Ardo, Narbona venne occupata. Ed infine nel 725 i Mori completarono l'occupazione della Settimania).
Alla fine dell'VIII secolo, Carlo Magno fece delle incursioni in Gotia che prima portarono alla conquista di Barcellona, nell'801 e poi a quella di Narbona, qualche anno dopo. Dopo la conquista franca la Gotia fu divisa in due zone: l'attuale Catalogna (dai Pirenei al Llobregat, con le contee di Barcellona, Gerona, Cerdagna, Urgell, Besalú, Ripacorsa ed altre) che fu aggregata alla marca di Spagna, mentre la Settimania divenne la marca di Gotia che fu governata da un marchese che veniva denominato indifferentemente marchese di Gotia o di Settimania.
Nel corso del IX secolo i conti di Barcellona estesero i loro domini al di là dei Pirenei, assoggettando le contee del Conflent e del Rossiglione.
Infine nel corso dei secoli X ed XI il marchesato di Gotia cadde sotto l'influenza e la sovranità dei conti di Tolosa, che si autodefinirono «principi di Gotia».